# Loraphodius corrugatus
Loraphodius corrugatus är en skalbaggsart som beskrevs av Rudolph Petrovitz 1954. Loraphodius corrugatus ingår i släktet Loraphodius och familjen Aphodiidae. Inga underarter finns listade i Catalogue of Life.